# Himénio

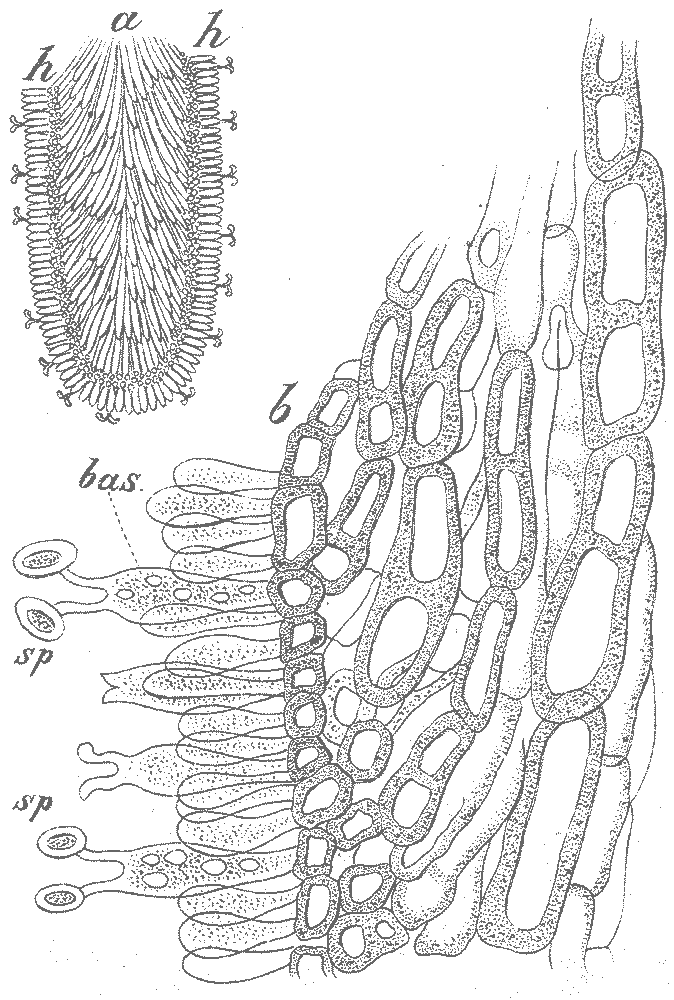
Ilustração do himénio de Agaricus bisporus.

O himênio é uma camada de tecido do himenóforo de um corpo frutífero de um fungo, onde as células se desenvolvem em basídios e ascos produtores de esporos. Em algumas espécies, todas as células do himênio desenvolvem-se em basídios ou ascos, enquanto noutras algumas células desenvolvem-se em céluas estéreis chamadas "cistídios" (basidiomicetes) ou "paráfises" (ascomicetes). Os cistídios são muitas vezes importantes na identificação microscópica. O sub-himênio consiste de hifas de suporte a partir das quais se desenvolvem as células do himênio, e sob o qual se situa a trama - as hifas que constituem a massa do himenóforo.
A posição do himênio é tradicionalmente a primeira característica usada na classificação e identificação de cogumelos. Abaixo encontram-se alguns exemplos de diversos tipos que ocorrem nos Basidiomycota e Ascomycota macroscópicos.
- Nos agáricos o himênio situa-se nas faces verticais das lamelas.
- Nos boletos encontra-se numa massa esponjosa de tubos que apontam para baixo.
- Nas bufas, por sua vez, é interno.